# Мацука Олексій Віталійович
Олексі́й Віта́лійович Мацу́ка (нар. 15 січня 1983, м. Донецьк) — український журналіст, засновник сайту «Новини Донбасу». Генеральний директор Українського національного інформаційного агентства «Укрінформ» (з листопада 2023 по травень 2024).

## Життєпис
2010 року закінчив Донецький національний університет економіки і торгівлі імені Михайла Туган-Барановського.
У квітні 2014 року увійшов до списку «100 героїв інформації», вперше опублікованого організацією «Репортери без кордонів».
9 листопада 2023 року призначений на посаду генерального директора Українського національного інформаційного агентства «Укрінформ». У травні 2024 року пішов з цієї посади.
31 травня 2024 комісія з журналістської етики виключила Олексія Мацуку зі свого складу висловивши йому недовіру через цензуру в Укрінформі та практику «темників».

## Нагороди
- 2014, жовтень — міжнародна премія «International Press Freedom Award» від організації «Канадські журналісти за свободу висловлювань» (англ. Canadian Journalists for Free Expression)[7]
- 2022, 6 червня — орден «За заслуги» III ступеня — за вагомий особистий внесок у розвиток вітчизняної журналістики та інформаційної сфери, мужність і самовідданість, виявлені під час висвітлення подій повномасштабного вторгнення Російської Федерації на територію України, багаторічну сумлінну працю та високу професійну майстерність[8]